# Bandera de Karacháyevo-Cherkesia

Bandera de Karacháyevo-Cherkesia.

La bandera de Karacháyevo-Cherkesia es uno de los símbolos oficiales del sujeto federal homónimo de la Federación Rusa. Fue aprobada por el Parlamento de Karacháyevo-Cherkesia el 3 de febrero de 1994.
Su diseño consiste en un rectángulo de proporciones 1:2, dividido en tres bandas horizontales de la misma altura; de arriba abajo, azul, verde y rojo. En el centro de la segunda banda aparece un círculo de oro con la representación de una montaña y un sol con dieciséis rayos, diez de los cuales grandes (llegan hasta el borde del círculo) y seis cortos.

## Simbolismo

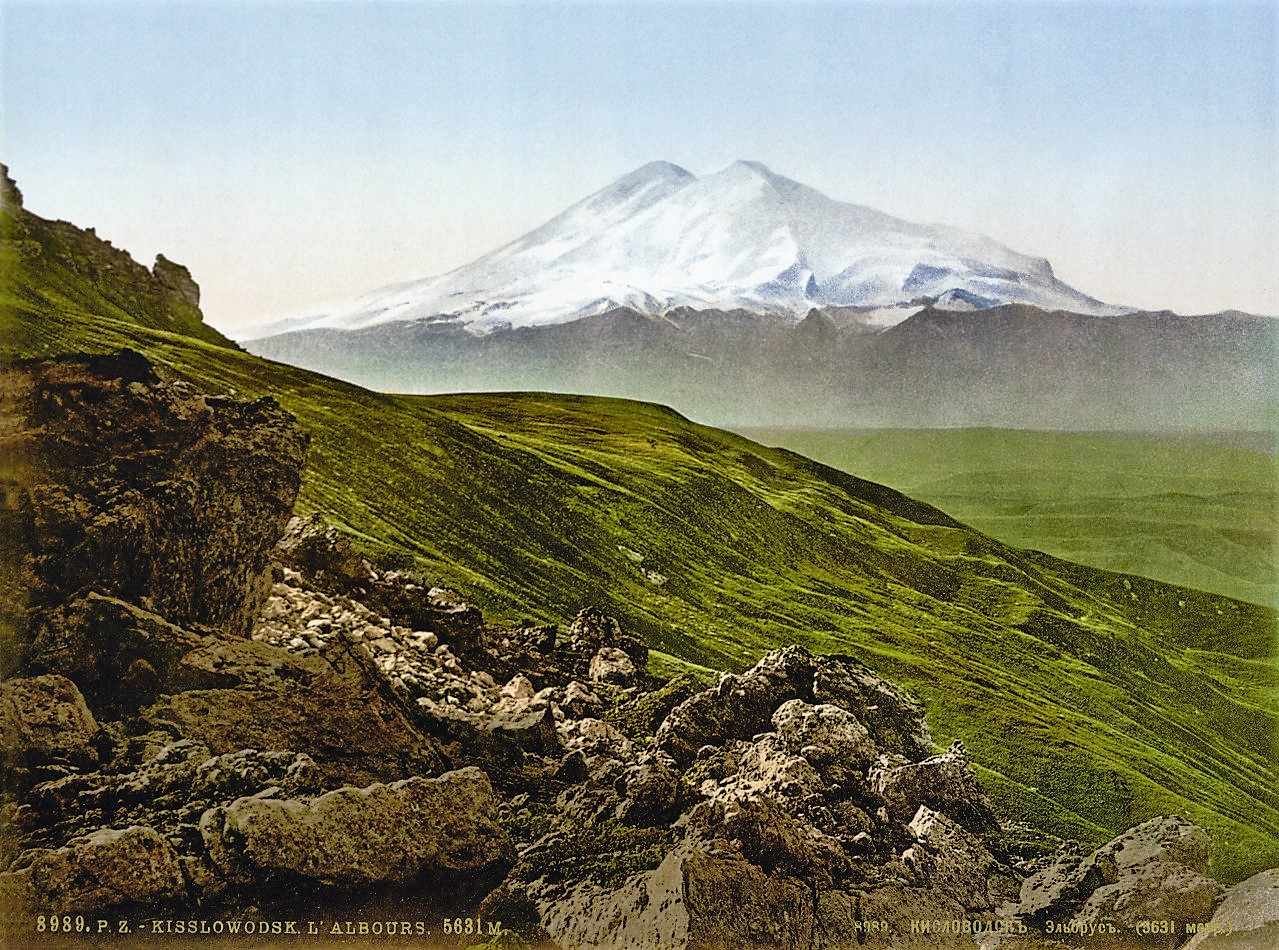
Los dos picos del monte Elbrús están representados en la bandera de la república.

Los colores de la bandera representan:
- El azul representa la paz, la serenidad y las buenas intenciones.
- El verde la naturaleza, la fertilidad y la salud.
- El rojo juventud, la sabiduría y la moderación. El rojo es también símbolo de la calidez y la amistad entre las naciones.
- La montaña representada en la bandera son los dos picos del monte Elbrús, la montaña más alta de Europa. La representación de un sol detrás de las montañas simboliza la esperanza de este pueblo del Cáucaso en un futuro brillante.

- Datos: Q578054
- Multimedia: Flags of Karachay-Cherkessia / Q578054